# Connah's Quay
Connah's Quay is een plaats in het Welshe graafschap Flintshire.

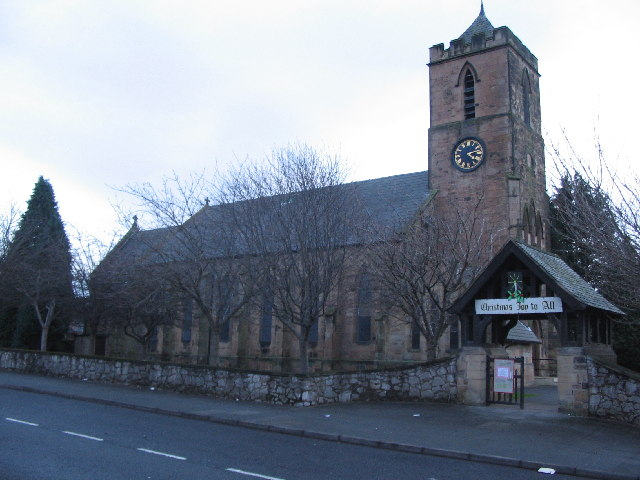
St Marks Church

Connah's Quay telt 16.526 inwoners.